# Liste der Biografien/Heij
Liste der Biografien |
Portal Biografien |
Personensuche
# |
A |
B |
C |
D |
E |
F |
G |
H |
I |
J |
K |
L |
M |
N |
O |
P |
Q |
R |
S |
T |
U |
V |
W |
X |
Y |
Z |
?
 
Ha |
Hd |
He |
Hi |
Hj |
Hk |
Hl |
Hm |
Hn |
Ho |
Hr |
Hs |
Ht |
Hu |
Hv |
Hw |
Hy
 
Hea |
Heb |
Hec |
Hed |
Hee |
Hef |
Heg |
Heh |
Hei |
Hej |
Hek |
Hel |
Hem |
Hen |
Heo |
Hep |
Heq |
Her |
Hes |
Het |
Heu |
Hev |
Hew |
Hex |
Hey |
Hez
 
Heia |
Heib |
Heic |
Heid |
Heie |
Heif |
Heig |
Heij |
Heik |
Heil |
Heim |
Hein |
Heip |
Heir |
Heis |
Heit |
Heix |
Heiz
Die Liste der Biografien führt alle Personen auf, die in der deutschsprachigen Wikipedia einen Artikel haben. Dieses ist eine Teilliste mit 36 Einträgen von Personen, deren Namen mit den Buchstaben „Heij“ beginnt.

## Heij
- Heij, Stella de (* 1968), niederländische Hockeyspielerin

### Heijb
- Heijblok, Erik (* 1978), niederländischer Fußballtorhüter
- Heijboer, Mathieu (* 1982), niederländischer Radrennfahrer und Sportlicher Leiter
- Heijbroek, Inge (1915–1956), niederländischer Hockeyspieler

### Heijd
- Heijden, Adrianus Franciscus Theodorus van der (* 1951), niederländischer Schriftsteller
- Heijden, Harold van der (* 1960), niederländischer Autor und Sammler von Schachkompositionen
- Heijden, Inge van der (* 1999), niederländische Radrennfahrerin
- Heijden, Jan-Arie van der (* 1988), niederländischer Fußballspieler
- Heijden, Laura van der (* 1990), niederländische Handballspielerin
- Heijden, Milou van der (* 1990), niederländische Squashspielerin
- Heijden, Paul van der (* 1949), niederländischer Rechtswissenschaftler
- Heijdenberg, Anna-Karin (* 2000), schwedische Biathletin
- Heijdenrijk, Leo (1932–1999), niederländischer Architekt

### Heije
- Heijer, Michael den (* 1996), neuseeländischer Fußballspieler
- Heijermans, Herman (1864–1924), niederländischer Dramatiker, Schriftsteller, Journalist und Intendant
- Heijermans, Herman Sr. (1824–1910), niederländischer Journalist
- Heijermans, Hermine (1902–1983), niederländische Schriftstellerin, Schauspielerin und Kabarettistin
- Heijermans, Hubertine (1936–2022), niederländische Malerin und Grafikerin
- Heijermans, Ida (1866–1943), niederländische Pädagogin, Fachbuchautorin und Journalistin
- Heijermans, Louis (1873–1938), niederländischer Sozialmediziner

### Heijk
- Heijkoop, Hendrik Leendert (1906–1995), niederländischer Prediger, Bibellehrer und Autor der Brüderbewegung

### Heijl
- Heijl, Marinus (1835–1931), niederländischer Landschaftsmaler

### Heijm
- Heijmans, Maarten (* 1983), niederländischer Schauspieler und SängerMaarten Heijmans (* 1983)

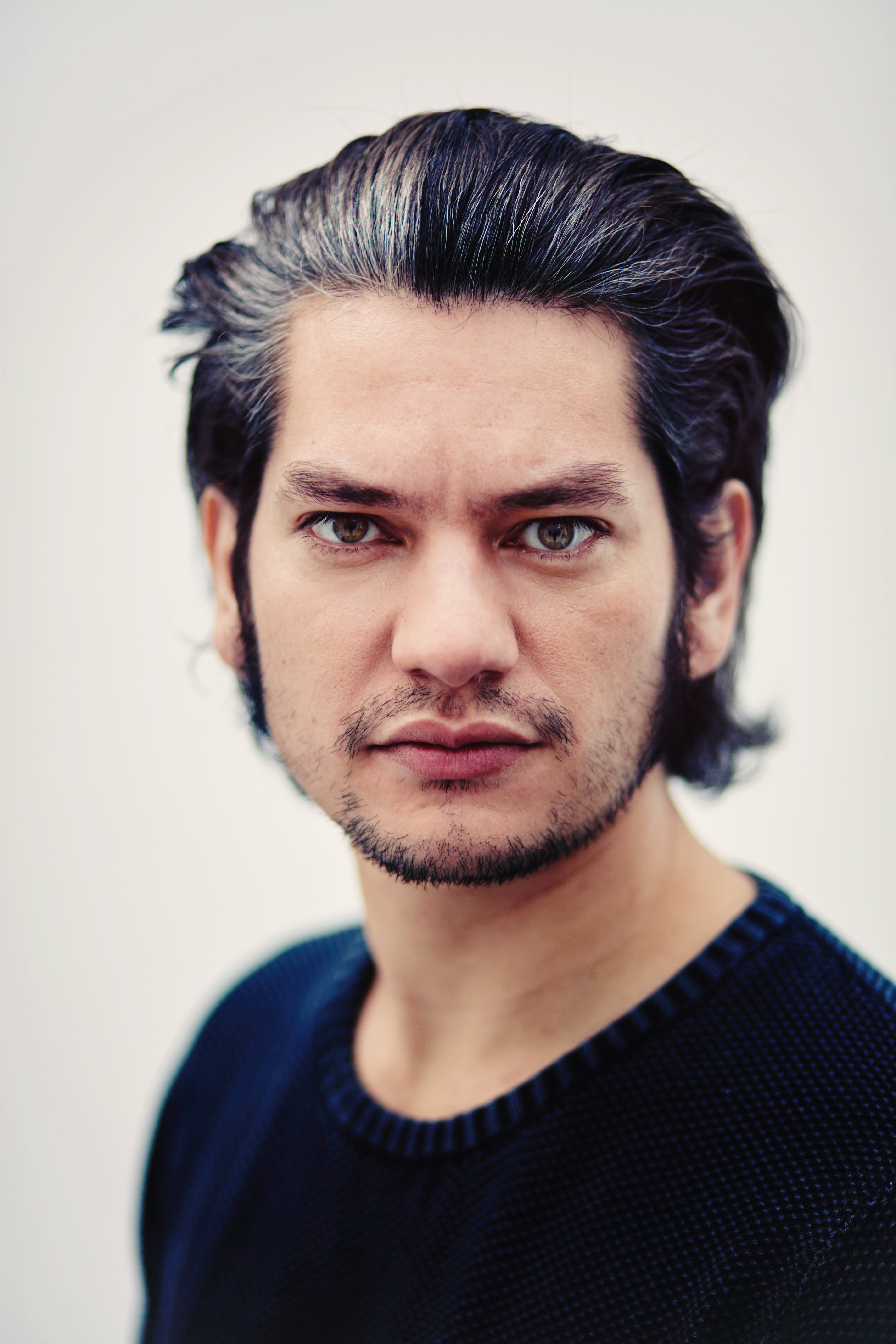
Maarten Heijmans (* 1983)

- Heijmans, Toine (* 1969), niederländischer Schriftsteller

### Heijn
- Heijn, Gerrit Jan (1931–1987), niederländischer Geschäftsmann und Top-Manager
- Heijne, Erik H. M., niederländischer Physiker
- Heijne, Mathilde ter (* 1969), niederländische Künstlerin
- Heijnen, Chelsey (* 1999), niederländische Boxerin
- Heijnen, Katja (* 1971), deutsche Hörfunkjournalistin und -moderatorin
- Heijnen, Philip (* 2000), niederländischer Radrennfahrer
- Heijnen, Tonnie (* 1967), niederländischer Behindertensportler im Tischtennis
- Heijning, John (1884–1947), niederländischer Fußballspieler
- Heijningen, Matthijs van Jr. (* 1965), niederländischer Filmemacher
- Heijningen, Steijn van (* 1997), niederländischer Hockeyspieler
- Heijnneman, Albert (1896–1944), niederländischer Leichtathlet

### Heijt
- Heijting, Karel (1883–1951), niederländischer Fußballspieler